# A Arte de Rodolfo Zalla
A Arte de Rodolfo Zalla é um livro de arte organizado por Wagner Augusto e publicado em 1992 pela editora D-Arte. O livro traz a biografia do quadrinista Rodolfo Zalla, além de uma longa entrevista com o autor. Também publicou diversos quadrinhos até então inéditos de Zalla. O prefácio foi escrito pelo pesquisador Álvaro de Moya.  Em 1993, o livro ganhou o Troféu HQ Mix de "melhor edição especial".